# Just Göbel
Just Göbel, född 21 november 1891 i Surabaya, död 5 mars 1984 i Ede, var en nederländsk fotbollsspelare.
Göbel blev olympisk bronsmedaljör i fotboll vid sommarspelen 1912 i Stockholm.